# Aston Martin DB12
Der Aston Martin DB12 ist ein Sportwagen des britischen Automobilherstellers Aston Martin.

## Geschichte
Vorgestellt wurde das Nachfolgemodell des DB11 im Mai 2023 während der Internationalen Filmfestspiele von Cannes als Coupé. Den Volante genannten Roadster präsentierte Aston Martin auf der Monterey Car Week im August 2023. Auf den Markt kam der DB12 im dritten Quartal 2023. Das Fahrzeug setzt die Typenbezeichnung DB (die Initialen von David Brown) weiter fort.

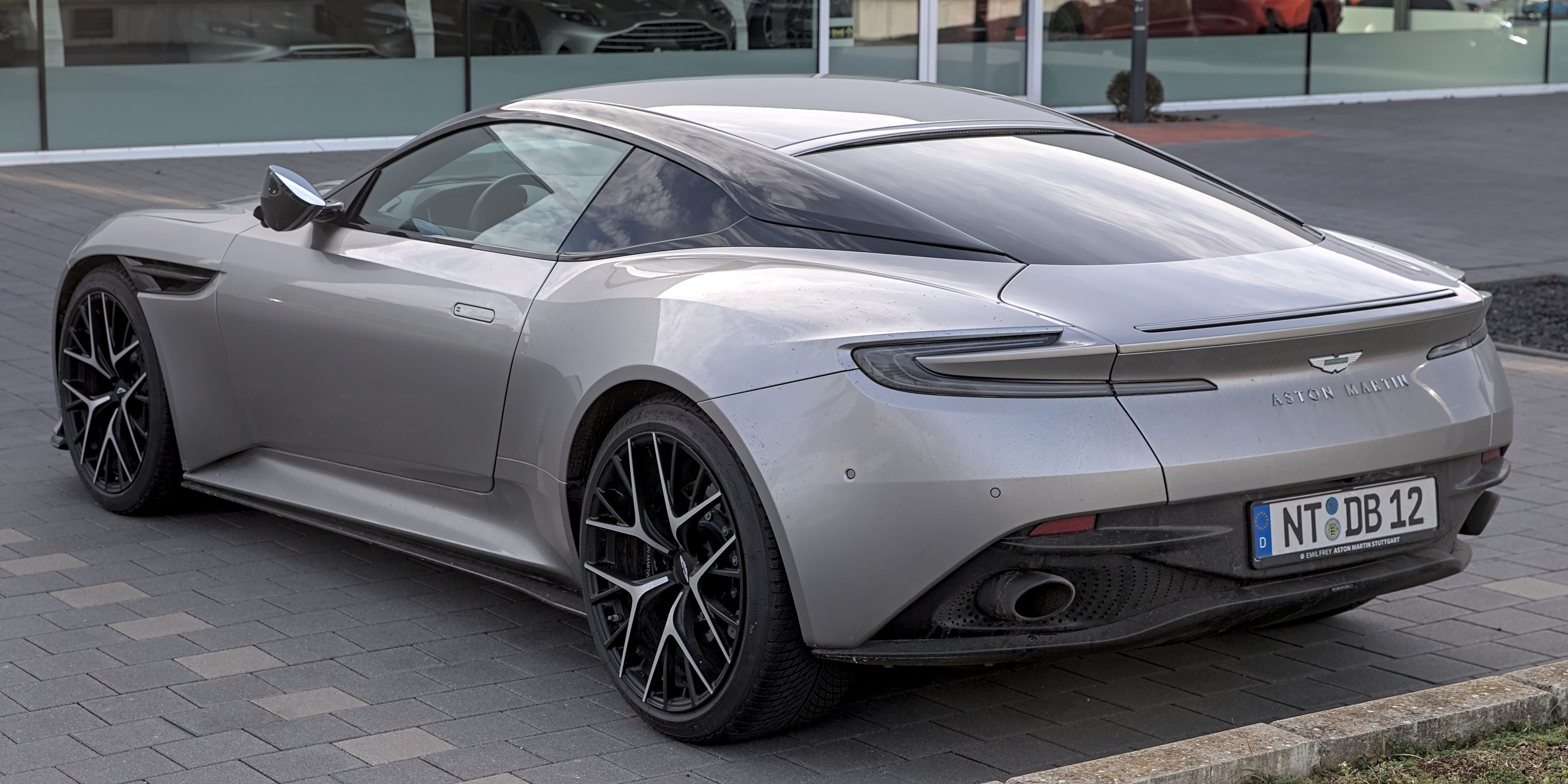
Heckansicht
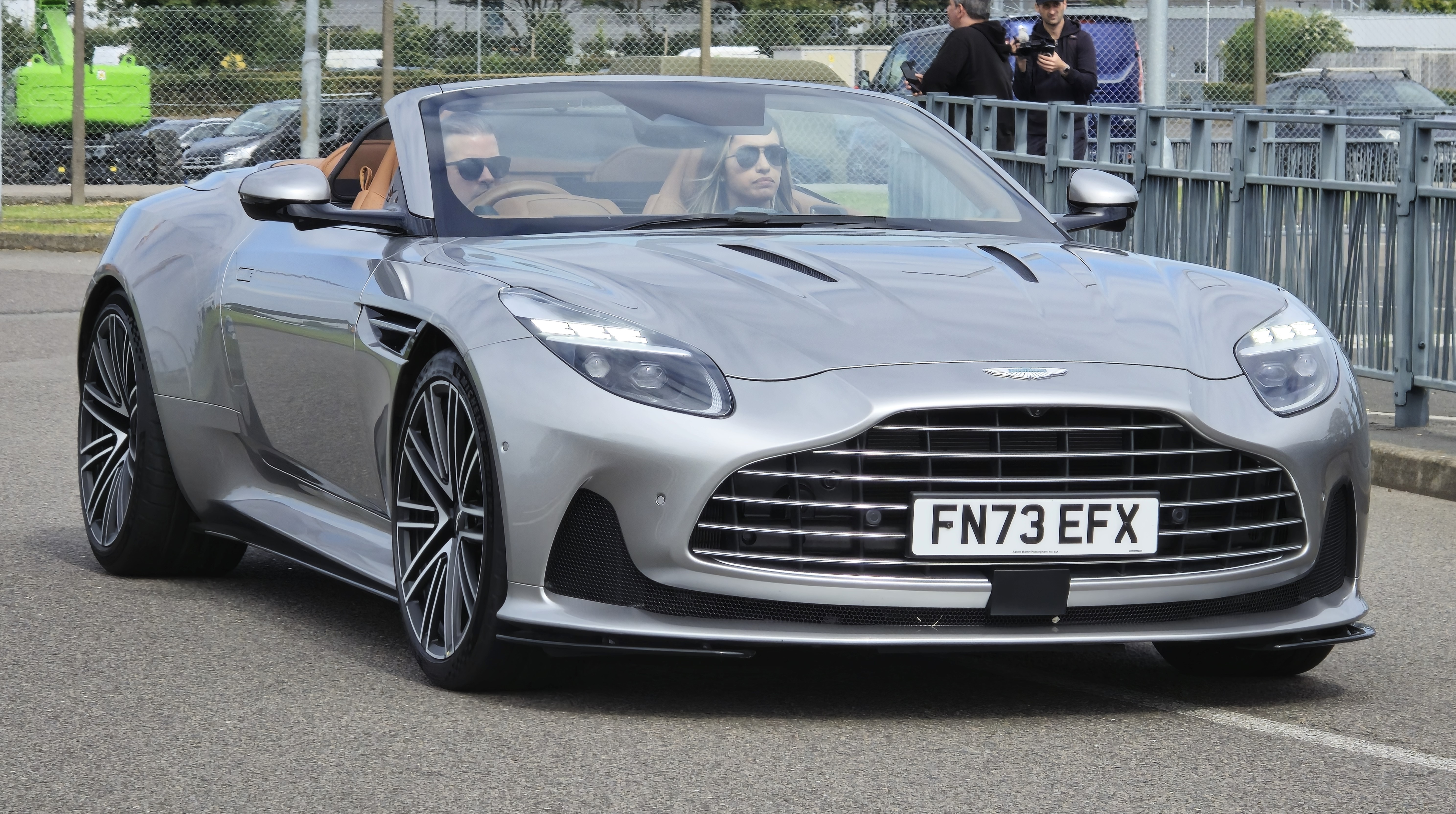
Aston Martin DB12 Volante
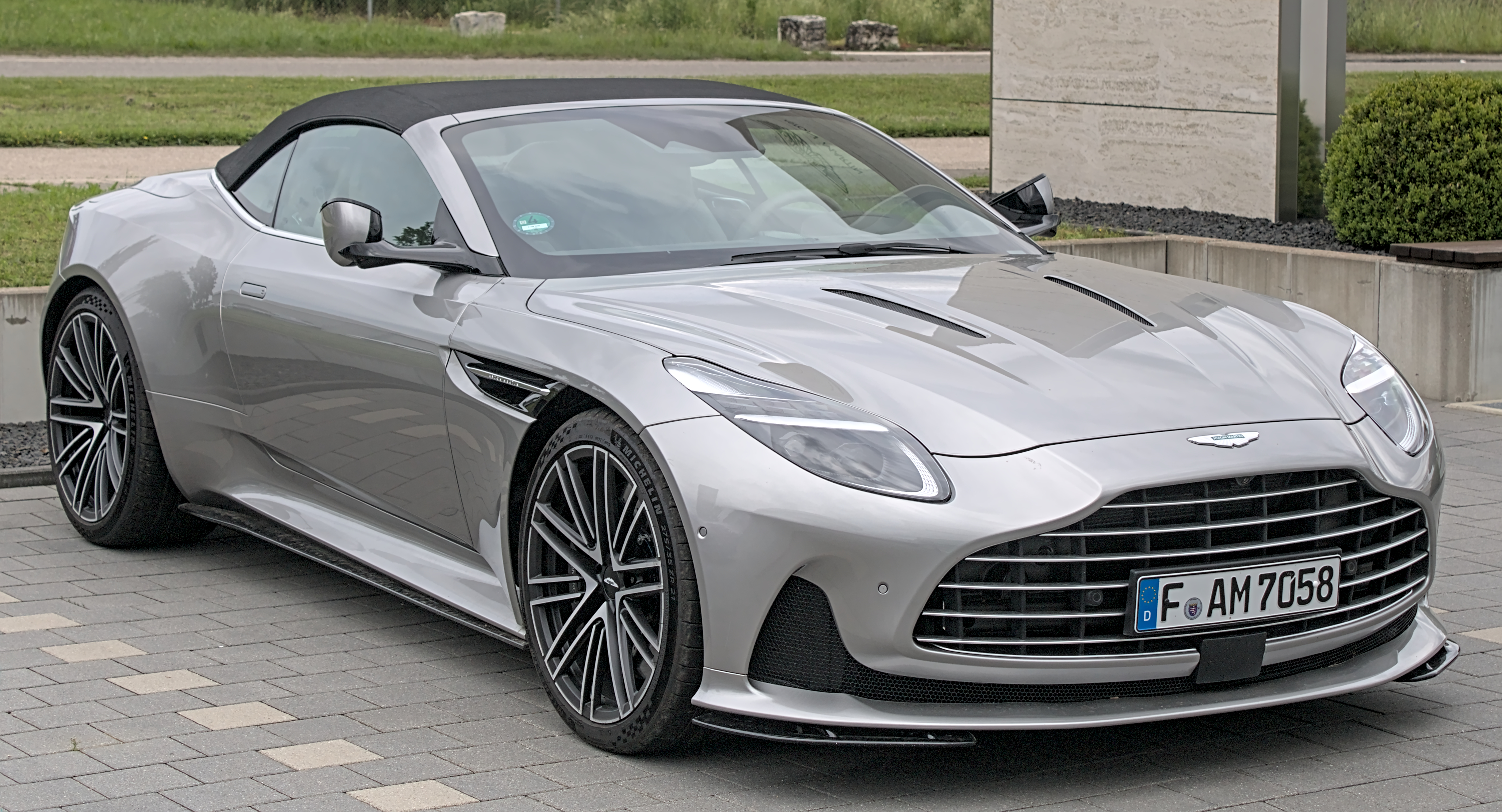
DB12 Volante geschlossen
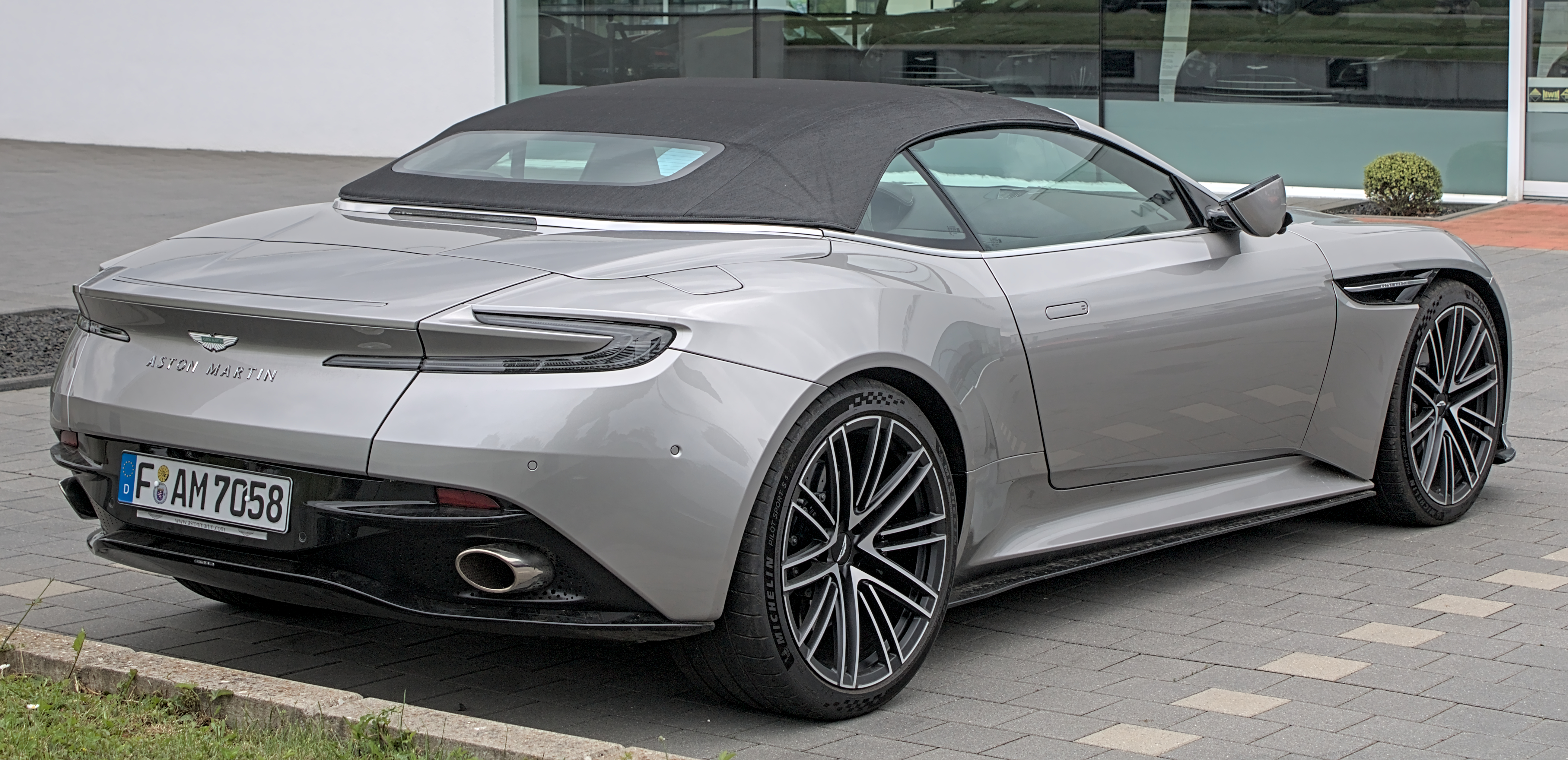
DB12 Volante Heckansicht
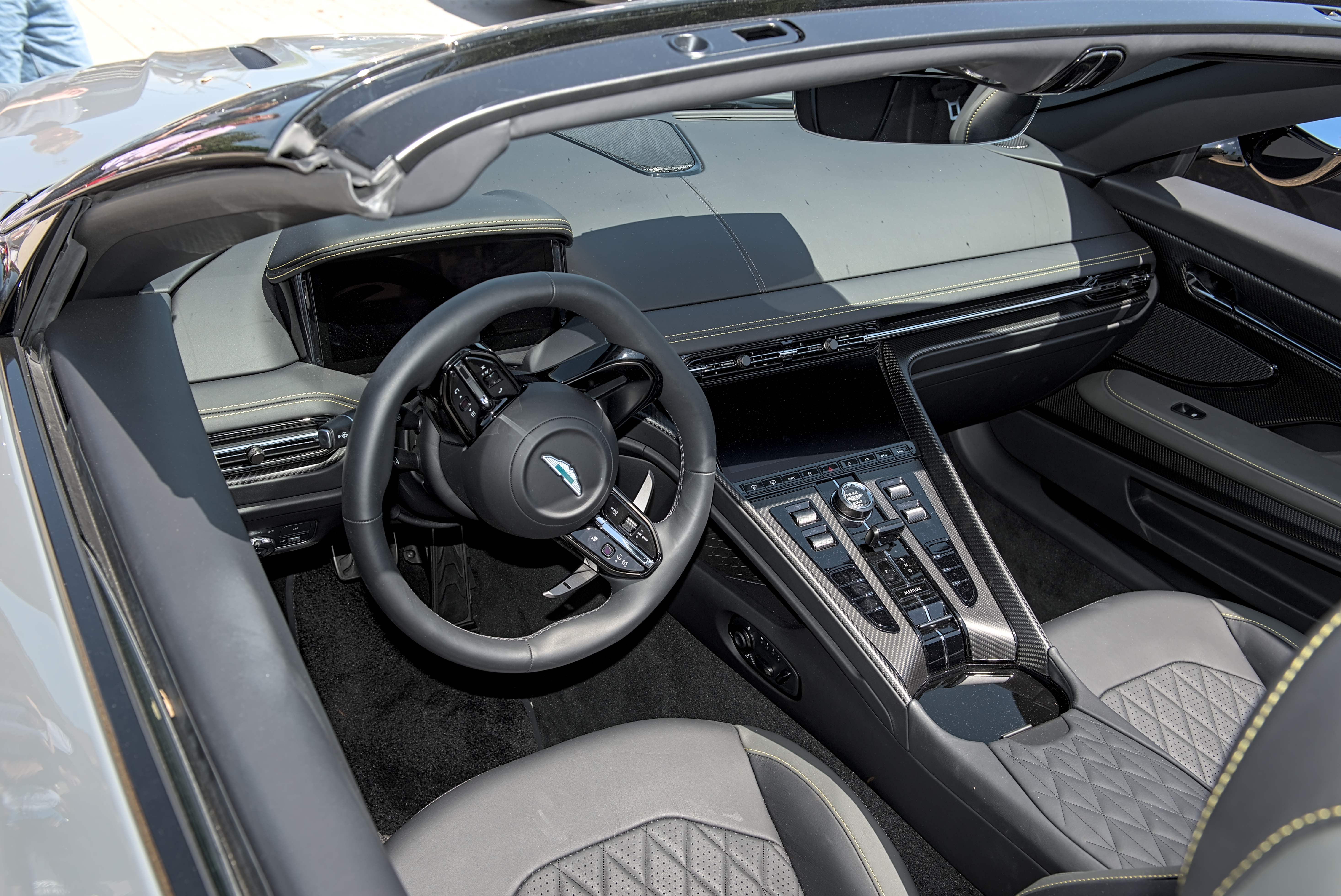
Innenansicht

## Technik

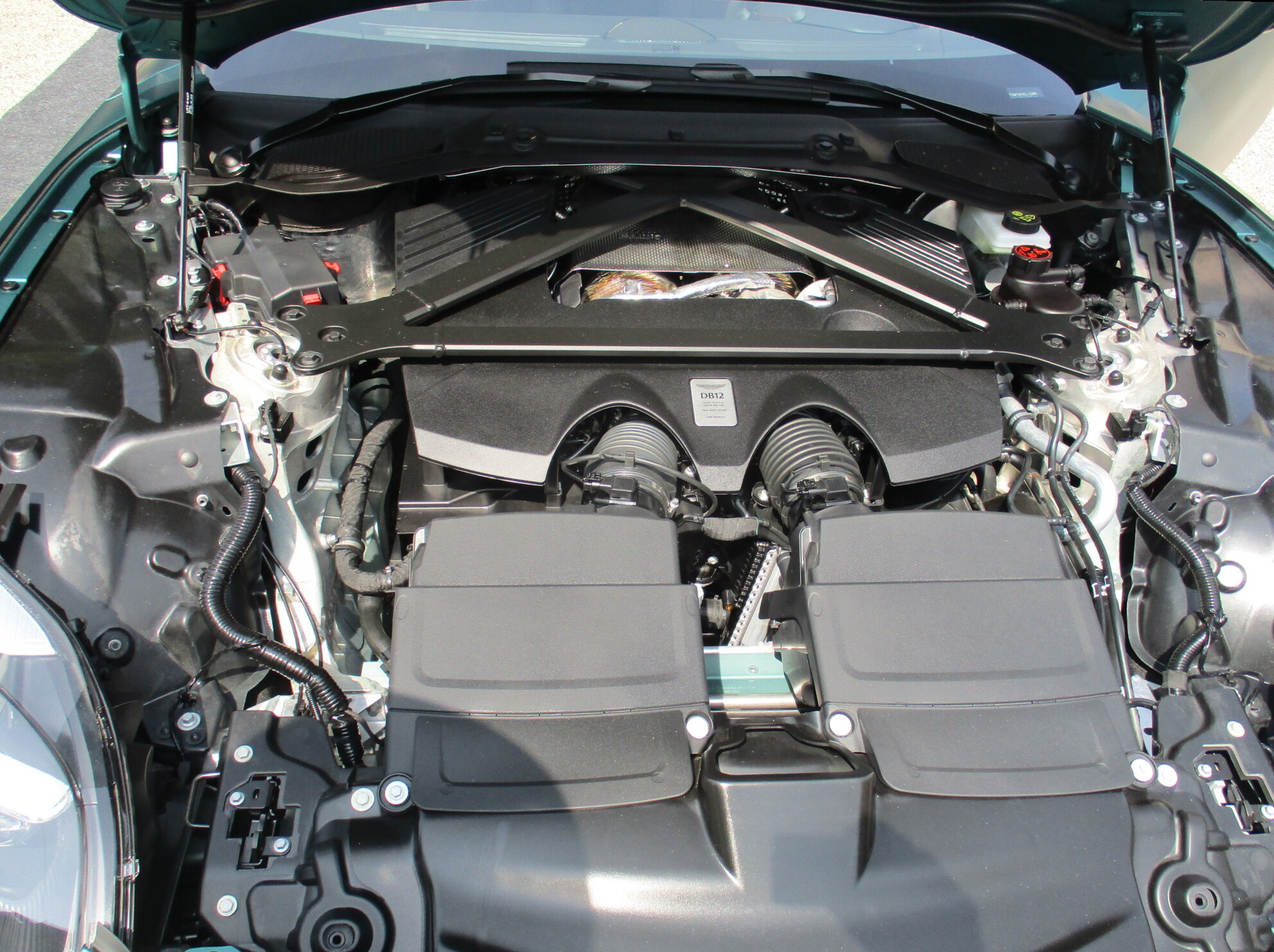
Motorraum

Faktisch ist der DB12 eine umfangreich überarbeitete Version des Vorgängermodells. Er hat einen größeren Kühlergrill, eine breitere Spur (vorn 6 und hinten 22 mm mehr), neue LED-Scheinwerfer und ein neues Infotainmentsystem, das Apple CarPlay und Android Auto unterstützt. Gegen Aufpreis sind Bremsen mit faserverstärkten Keramikbremsscheiben erhältlich, die 27 kg leichter sind als die serienmäßigen.
Angetrieben wird der DB12 vom aus dem DB11 bekannten 4,0-Liter-Achtzylindermotor von Mercedes-AMG, der mit 500 kW (680 PS) aber deutlich stärker ist. Die gesteigerte Leistung wird unter anderem durch eine höhere Verdichtung, größere Turbolader und eine verbesserte Ladeluftkühlung erreicht. Auf 100 km/h soll der Sportwagen aus dem Stand in 3,6 Sekunden (Volante 3,7 Sekunden) beschleunigen, die Höchstgeschwindigkeit gibt der Hersteller mit 325 km/h an. Der 5,2-Liter-Zwölfzylindermotor aus dem Vorgängermodell wird nicht mehr angeboten.

### Technische Daten
|                            | DB12                          | DB12 Volante                  |
| Bauzeitraum                | seit 09/2023                  | seit Q4/2023                  |
| Motorkenndaten             |                               |                               |
| Zylinder/Motorbauart       | Achtzylinder-V-Motor          | Achtzylinder-V-Motor          |
| Motoraufladung             | zwei Single-Scroll-Turbolader | zwei Single-Scroll-Turbolader |
| Ventile                    | 32                            | 32                            |
| Hubraum                    | 3982 cm³                      | 3982 cm³                      |
| max. Leistung bei min−1    | 500 kW (680 PS)/6000          | 500 kW (680 PS)/6000          |
| max. Drehmoment bei min−1  | 800 Nm/2750–6000              | 800 Nm/2750–6000              |
| Kraftübertragung           |                               |                               |
| Antrieb                    | Transaxle-Hinterradantrieb    | Transaxle-Hinterradantrieb    |
| Getriebe                   | 8-Stufen-Automatik von ZF     | 8-Stufen-Automatik von ZF     |
| Messwerte                  |                               |                               |
| Beschleunigung 0–100 km/h  | 3,6 s                         | 3,7 s                         |
| Höchstgeschwindigkeit vmax | 325 km/h                      | 325 km/h                      |
| Leergewicht                | 1788 kg                       | 1898 kg                       |
| Tankinhalt                 | 78 l                          | 78 l                          |
| EU-Normverbrauch/100 km    | 12,2 l Super Plus             | 12,2 l Super Plus             |
| CO2-Ausstoß                | 278 g/km                      | 276 g/km                      |

## Sondermodelle

### Goldfinger Edition
Anlässlich der 60-jährigen Premiere des Films James Bond 007 – Goldfinger legte Aston Martins Abteilung für Kundenwünsche, Q, im Oktober 2024 das Sondermodell DB12 Goldfinger Edition auf. In dem Film wurde mit dem DB5 erstmals ein Aston Martin als Dienstwagen des Geheimagenten eingesetzt. Die Goldfinger Edition verwendet einige gestalterische Elemente aus dem James-Bond-Film wie Sitze im Karomuster des 007-Anzugs oder die Farbe Silver Birch in Anlehnung an den im Film eingesetzten DB5. 60 Exemplare des Sondermodells sollen entstehen.

### Palm Beach Edition
Ein Einzelstück ist die Palm Beach Edition auf Basis des Volante, die im Mai 2025 vorgestellt wurde und wie die Goldfinger Edition gemeinsam mit Aston Martins Abteilung Q entwickelt wurde. Die hellblaue Lackierung Frosted Glass Blue soll mittels eingearbeiteter Glaspartikel das Lichtspiel über dem Atlantischen Ozean zitieren. Die geografischen Koordinaten von Palm Beach wurden in das Leder des Armaturenbretts geprägt. Zahlreiche Details im Palmenmotiv sollen an die Stadt in Florida erinnern.